# Cercophaninae
Cercophaninae este o subfamilie a familiei Saturniidae; nu de mult era considerată o familie separată, Cercophanidae.

## Taxonomie
Subfamilia conține următoarele genuri: 
- Cercophana C. Felder, 1862
- Janiodes Jordan, 1924
- Microdulia Jordan, 1924
- Neocercophana Izquierdo, 1895